# Gogosardina
Gogosardina is een geslacht van uitgestorven beenvissen, behorend tot de Actinopterygii. Het leefde in het Laat-Devoon (Frasnien, ongeveer 380 miljoen jaar geleden) en zijn fossielen zijn gevonden in Australië.
De typesoort is Gogosardina coatesi.

## Beschrijving
Gogosardina had een relatief slank lichaam, ongeveer twaalf centimeter lang, vergelijkbaar met dat van een huidige sardine (vandaar de naam Gogosardina, wat 'sardine van Gogo' betekent, de plaats waar de fossielen werden gevonden). Gogosardina leek sterk op andere archaïsche beenvissen als Mimipiscis, die op dezelfde plaatsen leefden, maar verschilde voornamelijk in de veel kleinere schubben en in sommige details van het schedelgewelf, de snuit en het parasphenoïde bot. Het tengere lichaam was bedekt met meer dan honderdveertig rijen zeer kleine schubben, allemaal versierd met horizontale balken van ganoïne, goed van elkaar gescheiden.

## Classificatie
Gogosardina werd voor het eerst beschreven in 2009, op basis van enkele goed bewaarde fossiele overblijfselen uit de Gogo-formatie (Kimberleys, West-Australië). Zijn naaste verwanten waren enkele beenvissen zoals Moythomasia en Mimipiscis, ooit gegroepeerd in de parafyletische groep van de Palaeonisciformes.

## Paleobiologie
Vergeleken met andere vissen uit de Gogo-formatie, lijkt het erop dat Gogosardina een vrij zeldzaam dier was, aangezien er slechts negen exemplaren zijn gevonden. Een van deze exemplaren bevat enkele conodontale elementen, ook in het gebied van de kieuwen; er wordt aangenomen dat dit dier een Conodon heeft geprobeerd te eten en is gestikt of schade aan de luchtwegen heeft gehad.